# Sołtysowizna
Sołtysowizna (deutsch Schulzenvorwerk, vor 1938 bis 1945 Schulzen-Vorwerk) ist ein Ort in der polnischen Woiwodschaft Ermland-Masuren. Er gehört zur Landgemeinde Górowo Iławeckie (Landsberg) im Powiat Bartoszycki (Kreis Bartenstein) – bis 1945 zur Stadt Landsberg im ostpreußischen Kreis Preußisch Eylau.

## Geographische Lage
Sołtysowizna liegt im Nordwesten der Woiwodschaft Ermland-Masuren, 17 Kilometer südwestlich der heute auf russischem Staatsgebiet gelegenen früheren Kreisstadt Preußisch Eylau (russisch Bagrationowsk) bzw. 21 Kilometer nordwestlich der jetzigen Kreismetropole Bartoszyce (deutsch Bartenstein).

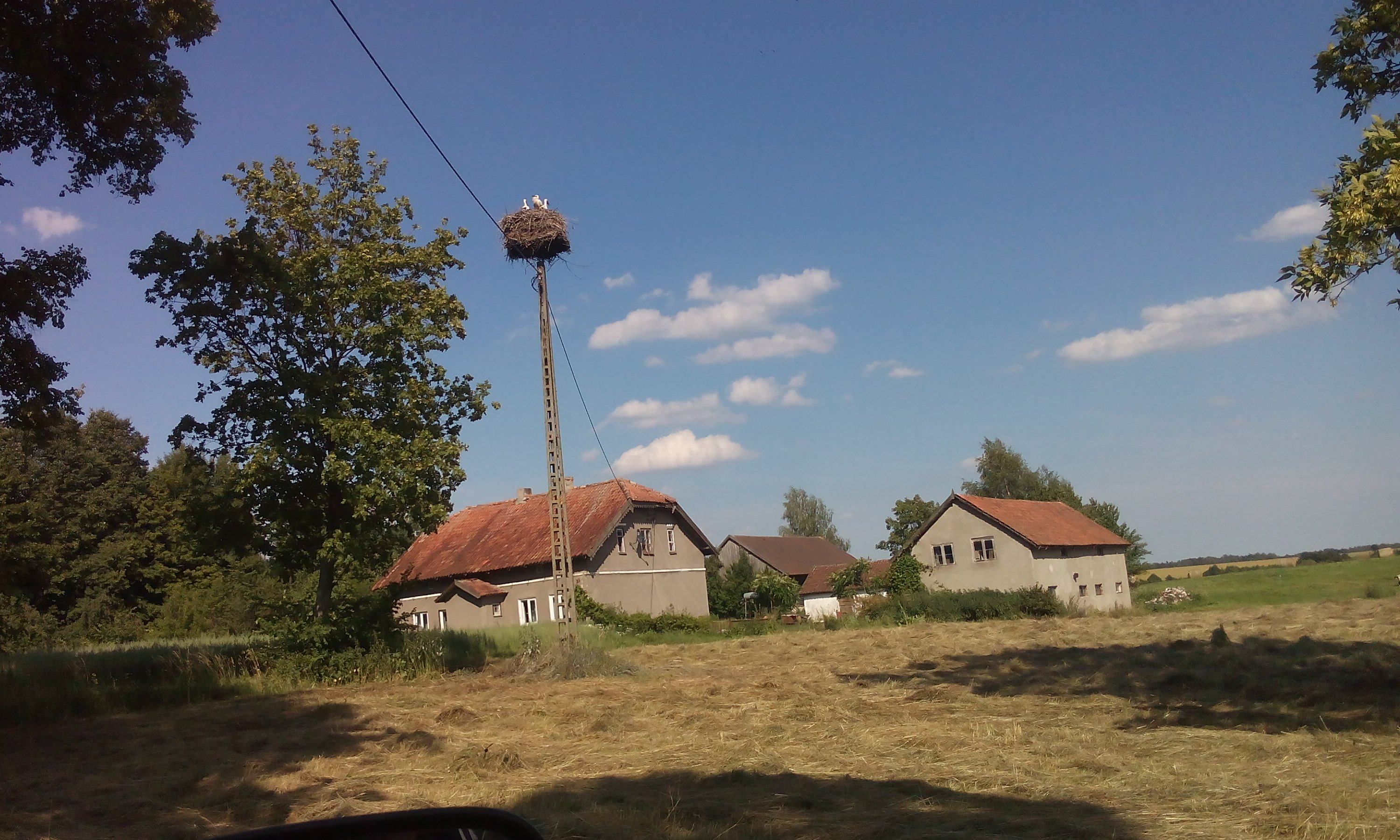
Anwesen mit Storchennest in Sołtysowizna

## Geschichte
Bei Sołtysowizna handelte es sich vor 1945 um einen großen Hof, den man Schulzen-Hufen nannte und der nach 1565 Schulzenvorwerk hieß, wobei man die Schreibweise noch vor 1938 bis 1945 in Schulzen-Vorwerk änderte. Der Ort zählte im Jahre 1910 13 Einwohner und war in die Stadtgemeinde Landsberg (polnisch Górowo Iławeckie) eingegliedert.
Als 1945 die Stadt Landsberg mit dem gesamten südlichen Ostpreußen in Kriegsfolge an Polen fiel, wurde Schulzen-Vorwerk verselbständigt und aus der Stadt Landsberg, die jetzt Górowo Iławeckie hieß, ausgegliedert. Unter der Bezeichnung „Sołtysowizna“ gehört es nun als Ortschaft zur Gmina Górowo Iławeckie (Landgemeinde Landsberg) innerhalb des Powiats Bartoszycki (Kreis Bartenstein), von 1975 bis 1998 der Woiwodschaft Olsztyn, seither der Woiwodschaft Ermland-Masuren zugehörig.

## Religion
Bis 1945 war Schulzen-Vorwerk als Stadtteil von Landsberg in die evangelische Pfarrkirche Landsberg (Ostpreußen) in der Kirchenprovinz Ostpreußen der Kirche der Altpreußischen Union eingegliedert. Diese Kirche gehört nun der griechisch-katholischen Gemeinde, während die römisch-katholische Gemeinde eine eigene Pfarrkirche hat.

## Verkehr
Sołtysowizna liegt an der polnischen Woiwodschaftsstraße 511 (einstige deutsche Reichsstraße 134) wenige Kilometer hinter Górowo Iławeckie in Richtung polnisch-russische Grenze. Die Straße führte vor 1945 bis zur Kreisstadt Preußisch Eylau (russisch Bagrationowsk).
Preußisch Eylau war bis 1945 auch die nächste Bahnstation mit Verbindungen bis Königsberg (Preußen), Heiligenbeil und bis nach Zentralmasuren.